# Каспийский геккон
Каспийский геккон, или каспийский тонкопалый геккон, или каспийский голопалый геккон (лат. Tenuidactylus caspius) — вид пресмыкающихся из семейства гекконовых. Является типовым видом для рода тонкопалых гекконов. Разделяется на 2 подвида.

## Описание
Длина туловища достигает до 8 см, длина хвоста — до 10 см. Цвет кожи сверху бледно-песочно-серый с 5—6 неправильными поперечными полосами на шее и туловище. На хвосте этого геккона также расположено 8—12 полос. Верх головы в пятнах или неясных полосках. Брюшная сторона белая. Туловище и голова приплюснутое. Хвостовые чешуи расположены сегментами, при этом сверху выделяется продольный ряд сильно расширенных щитков. Вся спинная сторона тела покрыта крупными трёхгранными бугорками.
Самцы, в отличие от самок, имеют бедренные поры и несколько более массивную голову. В брачный период самцы окрашены более ярко и контрастно, что установлено при введении гонадотропного гормона.

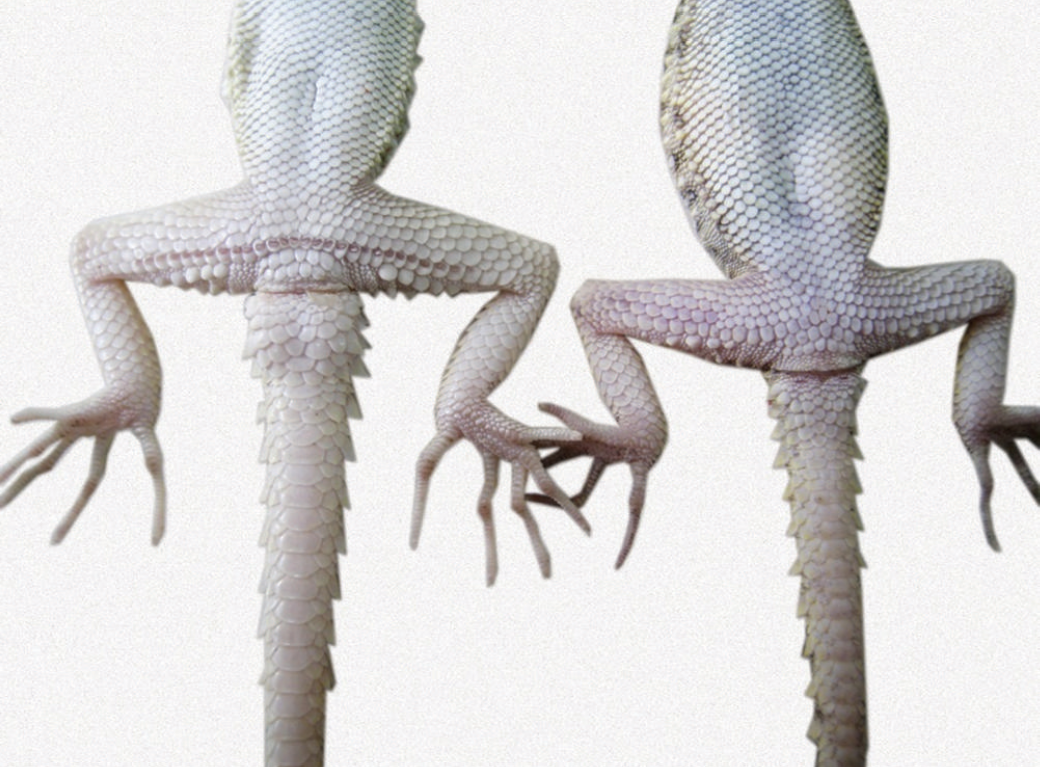
Брюшная сторона тела самца (слева) и самки (справа) каспийского геккона

## Распространение
Обитает каспийский геккон в Туркменистане, юго-западном Казахстане, Узбекистане, Таджикистане, северо-восточном Иране, северо-западном Афганистане, Армении, восточной Грузии, некоторых районах Азербайджана, Дагестане (Россия).
Отмечена небольшая синантропная популяция Каспийского геккона в пределах города Астрахань. Вид занесён в Красную книгу Астраханской области (3 категория — вид, имеющий малую численность и распространённый на ограниченной территории).

## Образ жизни и питание
Предпочитает вертикальные поверхности скал, обрывов, стены построек. В равнинной части Каракумов прячется в норах песчанок и других грызунов. Летом активен ночью и в сумерках, весной и осенью часто появляются днём. Массовый выход из зимовки происходит в первой половине апреля, а уход на зимовку — в конце октября.
Питается насекомыми (жуками, термитами, прямокрылыми), их личинками, пауками и мокрицами.
Это яйцекладущий геккон. В конце мая — начале июня откладывает 1—2 яйца. За сезон делается 2 кладки.

## Классификация
Вид представлен 2 подвидами:
- Tenuidactylus caspius caspius (Eichwald, 1831) — Обыкновенный каспийский геккон[3], первая пара щитков нижней челюсти соприкасается между собой широким швом, весь ареал вида за исключением острова Даш-Зиря в Каспийском море[3];
- Tenuidactylus caspius insularis (Akhmedov & Szczerbak, 1978) — Островной каспийский геккон[3], первая пара щитков нижней челюсти разделена горловыми чешуйками (65,5 %) или соприкасается в одной точке (34,5 %), остров Даш-Зиря (Вульф) в Каспийском море в 12 км от Апшеронского полуострова[3].